# Директна кинематографија
Директна кинематографија је документарни жанр који је настао између 1958. и 1962. у Северној Америци, углавном у канадској провинцији Квебек и Сједињеним Државама, а развио Жан Руш у Француској.
Дефинише се као биоскопска пракса која користи лагану опрему за снимање, ручне камере и живи, синхрони звук који је био доступан за стварање захваљујући новим револуционарним технологијама које су се развијале раних 1960-их. 
Ово је првим независним филмским ствараоцима понудило могућност да уклоне велику екипу, студијске сетове, опрему монтирану на статив и посебна светла у снимању филма, скупе аспекте који су озбиљно ограничавали ове нискобуџетне ране документаристе. По много чему сличан жанру cinéma vérité, у почетку га је карактерисала жеља филмских стваралаца да директно схвате стварност и да је истинито представе, и да доведу у питање однос стварности и биоскопа.

## Идеолошки и друштвени аспекти
Уз побољшану опрему за звук, осветљење и камеру, били су присутни технички услови неопходни за појаву директне кинематографије. Појавили су се и друштвени и идеолошки услови који су довели до директне кинематографије.
Чинило се да директна кинематографија одражава овај нови став. Настала је из жеље да се опште мишљење упореди са стварношћу. Покушала је да покаже како ствари заиста стоје, ван студија, далеко од уређивачке контроле естаблишмента - било да се ради о владиној или великој штампи. Оно што је било вредно пажње јесте да је жеља да се тестира опште мишљење и покаже стварност стално држана у шаци уз акутну свест да је лако лагати звуком и сликом. Ова тензија је била у средишту директног филма и резултирала је његовим формалним стилом и методологијом.

## Директна кинематографија и cinéma vérité
Сinéma vérité има много сличности са директном кинематографијом. Ручни стил рада са камером је исти. Постоји сличан осећај стварног живота који се одвија пред очима гледаоца. Постоји и заједничка брига око друштвених и етичких питања. И cinéma vérité и директна кинематографија ослањају се на моћ монтаже да дају облик, структуру и значење снимљеном материјалу. Неки историчари филма окарактерисали су директни биоскопски покрет као северноамеричку верзију покрета cinéma vérité. Ово последње је у Француској приказано у Chronicle of a Summer (1961) Жана Руша. За ове историчаре cinéma vérité карактерише употреба камере за провоцирање и откривање.
Директна кинематографија, с друге стране, сматрана је строжијим посматрачем. Ослања се на договор између режисера, субјеката и публике да се понашају као да присуство камере не мења значајно снимљени догађај. Критичари и историчари критиковали су такве тврдње о неинтервенцији.

## Утицајни филмови
- On the Bowery – Лајонел Рогозин, 1956 (докуфикција)
- Crisis: Behind a Presidential Commitment – Роберт Дру, 1963
- The Chair – Роберт Дру, 1963
- The Mills of the Gods: Viet Nam – Берил Фокс, 1965
- Meet Marlon Brando – Алберт и Дејвид Мејслс, 1966
- Dont Look Back – Дон Пенбејкер, 1967
- Titicut Follies – Фредерик Вајзмен, 1967
- Chiefs – Ричард Ликок, 1968
- Kid Sentiment - Жак Гудбо, 1968
- Salesman – Алберт и Дејвид Мејслс, Шарлот Цверин 1969
- Gimme Shelter – Алберт и Дејвид Мејслс, Шарлот Цверин, 1970
- Tread – Ричард Ликок, 1972
- Grey Gardens – Алберт и Дејвид Мејслс,, 1976
- Brothers' Keeper – Џо Берлинџер и Брус Синофски, 1992
- Neukölln Unlimited – Агостино Имонди и Дијетман Рач, 2010
- Sofia's Last Ambulance – Илијан Метев, 2012